# Stazione di Cossato
Stazione di Cossato vasútállomás Olaszországban, Cossato településen.

## Vasútvonalak
Az állomást az alábbi vasútvonalak érintik:
- Biella–Novara-vasútvonal

## Kapcsolódó állomások
A vasútállomáshoz az alábbi állomások vannak a legközelebb:
- Stazione di Masserano
- Stazione di Vigliano-Candelo